# Кілі Альварес
Давід Альварес Агірре (ісп. David Álvarez Aguirre, відоміший як Кілі, * 5 лютого 1984, Авілес) — футболіст іспанського походження, натуралізований Екваторіальною Гвінеєю. Захисник нижчолігового іспанського клубу «Лангрео» та національної збірної Екваторіальної Гвінеї.

## Клубна кар'єра
Вихованець футбольної школи клубу «Реал Ов'єдо». Дорослу футбольну кар'єру розпочав у 2003 році в основній команді того ж клубу, в якій провів один сезон, взявши участь у 26 матчах чемпіонату. Більшість часу, проведеного у складі «Реала Ов'єдо», був основним гравцем команди.
Своєю грою за цю команду привернув увагу представників тренерського штабу клубу «Лангрео», до складу якого приєднався у 2004 році. Відіграв за клуб з Лангрео наступні два сезони своєї ігрової кар'єри. Граючи у складі «Лангрео» також здебільшого виходив на поле в основному складі команди.
У 2006 року уклав контракт з мадридським «Атлетіко», у складі якого провів наступні два роки своєї кар'єри гравця, захищаючи, втім, лише кольори другої команди клубу.
Згодом з 2008 по 2010 рік грав у нижчих іспанських лігах у складі команд клубів «Оріуела», «Новелда» та «Марино Луанко».
До складу клубу «Лангрео» знову повернувся у 2010 році. Наразі встиг відіграти за клуб з Лангрео 25 матчів в національному чемпіонаті.

## Виступи за збірну
2008 року дебютував в офіційних матчах у складі національної збірної Екваторіальної Гвінеї. Наразі провів у формі головної команди цієї африканської країни 13 матчів, забивши 1 гол.